# Parkelj (film)
Parkelj (izviren angleški naslov: Krampus) je ameriška komična grozljivka iz leta 2015, ki temelji na etnološkem liku iz avstro-bavarske kulture. Režiser filma je Michael Dougherty, scenarista pa sta zraven Doughertya tudi Todd Casey in Zach Shields. V filmu igrajo Adam Scott, Toni Collette, David Koechner, Allison Tolman, Conchata Ferrell, Emjay Anthony, Stefania LaVie Owen in Krista Stadler. V ZDA ga je izdala distribucija Universal Pictures, 4. decembra 2015.

## Vsebina
Tri dni pred božičem, se družina Engel, ki se ne razume najbolje, zbere skupaj za božič. Max, ki še vedno verjame v Božička, mu želi poslati pismo. Njegovo družino sestavljata njegova starša Tom in Sarah; njegova najstniška sestra Beth; njegova teta Linda in stric Howard; njuni otroci Howie ml., Stevie, Jordan in dojenček Chrissie; nadležna teta Sarah in Linde, Dorothy; in Tomova mati Omi, ki govori predvsem nemško.
Max želi nadaljevati družinsko tradicijo, vendar napetost med sorodniki naraste do takšne mere, da izgubijo božični duh. Ko njegovi mlajši sorodniki preberejo njegovo pismo za Božička in se mu norčujejo, Max pismo raztrga in vrže skozi okno. Tisto noč pride do hude nevihte, kar povzroči da v mestu zmanjka elektrike. Beth pobegne ven, da bi obiskala svojega fanta, vendar ji sledi ogromno rogato bitje. Beth se skrije pod tovornjak, vendar ji nastavi škatlico s klovnom, ki jo navidezno ubije.
Tom in Howard se odpravita iskati Beth. Tako najdeta hišo njenega fanta v razbitinah in stopinje podobne kozjim. Prav tako ju napade nevidna pošast pod snegom, zato se vrneta domov. Kasneje velikanska kljuka zvabi Howia ml. in ga potegne skozi dimnik, čeprav ga skušajo drugi člani družine rešiti.
Omi jim pojasni, da je bitje ki jih ustrahuje Parkelj, starodaven demonski duh, ki kaznuje vse ki so izgubili božični duh. Omi jim pove, da ko je bila majhna, so njeni starši in celotna skupnost, vključno z jo, izgubili božični duh in priklicali Parklja. Ta je v podzemlje vzel vse razen nje in ji pustil moder okrasek za jelko z njegovim imenom. Družina ostane skeptična, dokler hiše ne prevzamejo pošastne igrače iz daril. Steve in Jordan zvabi na podstrešje Bethin glas, vendar tam oživljen klovn požre Jordan. Družina se uspe znebiti igrač, vendar Parkljevi škrati vzamejo Dorothy, Howarda in Chrissie.
Tom se odloči, da se naj družina skrije v zapuščen snežni plug na ulici. Omi se žrtvuje Parklju, da bi ga zamotila, ki jo napade s svojo vrečo igrač. Zunaj Toma, Sarah in Lindo, nekaj povleče pod sneg, medtem ko Stevia ujamejo škrati.
Parkelj Maxu da moder okrasek za jelko, zavit v koščke njegovega raztrganega pisma. Max mu sledi in najde škrat, ter igrače okoli velikega peklenskega brezna. Max začne kričati na Parklja, mu pove, da preklicuje svojo željo in vrže okrasek vanj. Prosi ga naj vzame njega namesto Stevia. Vendar Parkelj vrže v brezno vso njegovo družino, nato pa želi še njega. Max se iskreno opraviči, da je izgubil božični duh, da si je želel le spodoben božič s svojo družino, in prosi da bi stvari postale takšne kot so bile pred njegovo željo. Parkelj navidezno sprejme njegovo opravičilo, vendar ga vseeno odvrže v podzemlje.
Max se zbudi doma na božično jutro in ugotovi, da je njegova družina živa in zdrava, zato verjame da je bila vse le nočna mora. Toda nato odpre darilo v katerem je Parkljev okrasek in družina se skupaj z grozo spomni dogodkov iz prejšnje noči. Njihovo hišo medtem gleda Parkelj skozi snežno kroglo, skupaj z mnogimi drugimi.

## Igralci
- Adam Scott kot Tom Engel
- Toni Collette kot Sarah Engel
- Emjay Anthony kot Max Engel
- David Koechner kot Howard
- Allison Tolman kot Linda
- Conchata Ferrell kot teta Dorothy
- Stefania LaVie Owen kot Beth Engel
- Krista Stadler kot Omi Engel
- Lolo Owen kot Stevie
- Queenie Samuel kot Jordan
- Maverick Flack kot Howie ml.
- Sage Hunefeld kot dojenček Chrissie
- Leith Towers kot Derek
- Luke Hawker kot Parkelj (v kostumu)
- Brett Beattie kot klovn
- Gideon Emery kot Parkelj (glas)